# Complicação
Complicação, na medicina, ou complicação médica é uma evolução desfavorável ou consequência de uma doença, uma condição ou uma terapia. A doença pode piorar em sua gravidade ou mostrar um número maior de sinais, sintomas, nem novas alterações patológicas, se espalhar por todo o corpo ou afetar outros sistemas orgânicos.  Uma nova doença também pode aparecer como uma complicação para uma doença existente anterior.  Um tratamento médico, como drogas ou cirurgia pode produzir efeitos adversos ou produzir novo(s) problema(s) de saúde por si só.  Portanto, uma complicação pode ser iatrogênica (isto é, literalmente trazida pelo médico).
O conhecimento médico sobre uma doença, procedimento ou tratamento geralmente envolve uma lista das complicações mais comuns, de modo que possam ser previstas, prevenidas ou reconhecidas mais facilmente e rapidamente.
A depender do grau de vulnerabilidade, suscetibilidade, idade, estado de saúde, condição do sistema imune, etc. complicações podem surgir mais facilmente. As complicações afetam adversamente o prognóstico de uma doença.  Procedimentos médicos não-invasivos e minimamente invasivos geralmente favorecem menos complicações em comparação com invasivos.
Perturbações que são concomitantes mas não são causados por uma outra perturbação são comorbidades. Essa linha divisória conceitual é algumas vezes obscurecida pela complexidade da causalidade ou pela falta de informação definitiva sobre ela.  Os termos sequela e complicação são muitas vezes sinónimos, embora complicação conota que a condição resultante complica o manejo da condição causadora (torna mais complexo e desafiador).
As complicações não devem ser confundidas com sequelas, que é um efeito residual após a fase aguda de uma doença. As sequelas podem aparecer cedo ou semanas a meses mais tarde e devido à lesão ou doença anterior. Por exemplo, uma cicatriz após uma queimadura ou disfagia deixada após um acidente vascular cerebral seriam consideradas sequelas.
Uma complicação é um evento adverso que ocorre devido a um tratamento médico ou procedimento cirúrgico.  Exemplos de complicações seriam sangramento após a cirurgia, dor de cabeça após uma punção lombar ou uma reação adversa ao medicamento.